# USS Corbesier (DE-438)
USS Corbesier (DE-438) là một tàu hộ tống khu trục lớp John C. Butler từng phục vụ cùng Hải quân Hoa Kỳ trong Chiến tranh Thế giới thứ hai. Nó là chiếc tàu chiến thứ hai của Hải quân Hoa Kỳ được đặt cái tên này, nhưng là chiếc duy nhất phục vụ cùng Hải quân Mỹ, được đặt theo tên Antoine Joseph Corbesier (1837–1915), người đã phục vụ hơn 40 năm như huấn luyện viên tại Học viện Quân sự Hoa Kỳ và được phong tặng hàm Trung úy Thủy quân Lục chiến. Nó đã phục vụ trong suốt Thế chiến II, được cho ngừng hoạt động sau khi xung đột chấm dứt vào năm 1946, rồi cuối cùng bị bán để tháo dỡ vào năm 1972. Corbesier được tặng thưởng hai Ngôi sao Chiến trận do thành tích phục vụ trong Thế Chiến II.

## Thiết kế và chế tạo
Lớp John C. Butler được thiết kế nhằm đáp ứng nhu cầu một số lượng lớn nhưng rẻ tiền của một kiểu tàu hộ tống chống tàu ngầm để hộ tống các đoàn tàu vận tải vượt đại dương. Chúng có chiều dài chung 306 foot (93,3 m), mạn tàu rộng 36 foot 10 inch (11,2 m) và mớn nước 13 foot 4 inch (4,1 m), trọng lượng choán nước tiêu chuẩn 1.350 tấn Anh (1.372 t), và lên đến 1.745 tấn Anh (1.773 t) khi đầy tải, với một thủy thủ đoàn bao gồm 14 sĩ quan và 201 thủy thủ. Con tàu được vận hành bởi hai turbine hơi nước hộp số Westinghouse; hơi nước được cung cấp bởi hai nồi hơi "D" Express, tạo ra công suất 12.000 mã lực càng (8.900 kW) và cho phép đạt được tốc độ tối đa 24 hải lý trên giờ (44 km/h; 28 mph). Nó có tầm hoạt động 6.000 hải lý (11.000 km; 6.900 mi) ở tốc độ đường trường 12 hải lý trên giờ (22 km/h; 14 mph).
Dàn vũ khí chính bao gồm hai tháp pháo 5-inch/38 caliber đa dụng nòng đơn, được dẫn đường bởi hệ thống điều khiển hỏa lực Mark 51; vũ khí phòng không gồm hai khẩu đội Bofors 40 mm L/60 nòng đôi và mười khẩu Oerlikon 20 mm nòng đơn cũng được dẫn đường bởi hệ thống Mark 51. Ngoài ba ống phóng ngư lôi 21 inch (533 mm), vũ khí chống ngầm bao gồm hai đường ray thả mìn sâu, tám máy phóng mìn sâu K-gun cùng một dàn súng cối chống ngầm Hedgehog. Con tàu được trang bị sonar kiểu QC, radar dò tìm mặt biển SL và radar dò tìm không trung SA.
Corbesier được đặt lườn tại xưởng tàu của hãng Federal Shipbuilding and Dry Dock Company ở Kearny, New Jersey vào ngày 4 tháng 11, 1943. Nó được hạ thủy vào ngày 13 tháng 2, 1944, được đỡ đầu bởi bà G. V. Stewart, và được cho nhập biên chế cùng Hải quân Hoa Kỳ vào ngày 31 tháng 3, 1944 dưới quyền chỉ huy của Hạm trưởng, Thiếu tá Hải quân William Baxter Porter.

## Lịch sử hoạt động
Sau khi hoàn tất việc chạy thử máy huấn luyện tại khu vực Bermuda và sửa chữa sau chạy thử máy, Corbesier chuẩn bị để được điều động sang khu vực Mặt trận Thái Bình Dương. Nó khởi hành từ thành phố New York vào ngày 29 tháng 5, 1944 và đi đến Trân Châu Cảng vào ngày 26 tháng 6. Con tàu hộ tống hai đoàn tàu vận tải đi từ vùng biển Hawaii đến Eniwetok từ ngày 2 tháng 7 đến ngày 9 tháng 8, rồi hộ tống một tàu rải cáp đi đến đảo Midway và bảo vệ cho hoạt động tại đây từ ngày 29 tháng 8 đến ngày 16 tháng 9. Nó tiếp tục tháp tùng chiếc tàu rải cáp đi đến Eniwetok và Saipan vào ngày 2 tháng 10.
Sau khi phục vụ tuần tra và hộ tống vận tải tại khu vực Saipan từ ngày đến ngày 12 tháng 10, 11 tháng 11, Corbesier đi đến Guam để hộ tống một tàu cuốc Lục quân đi sang Leyte, Philippines. Khởi hành từ vịnh San Pedro vào ngày 19 tháng 11, nó đi đến Ulithi vào ngày 25 tháng 11, nơi nó hoạt động tuần tra chống tàu ngầm và hộ tống vận tải, đi đến các căn cứ tại Guam, Saipan, Kossol Roads và đảo Manus.
Vào ngày 23 tháng 1, 1945, tại vị trí khoảng 15 mi (24 km) về phía Đông Bắc đảo Yap vào lúc 03 giờ 10 phút, Corbesier phát hiện một mục tiêu ở khoảng cách 9.800 yd (9,0 km); khi nó tiếp cận để điều tra, một tàu ngầm đối phương lập tức lặn xuống. Đến 03 giờ 36 nó dò được mục tiêu qua sonar và bắn một loạt súng cối chống ngầm Hedgehog nhưng bị trượt; sau đó các tàu hộ tống khu trục Conklin (DE-439) và Raby (DE-698) cùng tham gia cuộc truy lùng. Lúc 09 giờ 02 phút, Corbesier lại dò được mục tiêu qua sonar và bắn năm loạt loạt Hedgehog nhưng cũng không có kết quả; đến 09 giờ 12 phút nó lại dò được mục tiêu nhưng bị mất ngay trước khi kịp tấn công. Tàu chị em Conklin đã tấn công với một loạt Hedgehog lúc 09 giờ 34 phút ở khoảng cách 550 yd (0,50 km), tạo ra bốn hoặc năm vụ nổ nhỏ ở độ sâu 175 ft (53 m), và ngay sau đó là một vụ nổ ngầm dưới nước, lớn đến mức tạm thời làm hỏng động cơ và bánh lái của Conklin. Nhiều bọt khí lớn trồi lên mặt biển, và sau đó là dầu diesel và nhiều mảnh vỡ và xác người tiếp tục nổi lên, xác nhận tàu ngầm Nhật Bản I-48 đã bị đánh chìm tại tọa độ 09°55′B 138°17′Đ / 9,917°B 138,283°Đ.
Khởi hành Ulithi từ vào ngày 18 tháng 3, Corbesier hộ tống một đội tiếp liệu hỗ trợ cho Lực lượng Đặc nhiệm 58 tham gia Trận Okinawa. Nó làm nhiệm vụ hộ tống bảo vệ, canh phòng máy bay cũng như vận chuyển hành khách, thư tín và hàng hóa đến các đơn vị cho đến ngày 15 tháng 6, khi nó lên đường quay trở về Saipan. Lại lên đường từ Saipan vào ngày 28 tháng 6 để đi sang Okinawa, nó hoạt động tuần tra chống tàu ngầm để bảo vệ cho hạm đội hoạt động tại khu vực quần đảo Ryūkyū từ ngày 4 tháng 7, cho đến khi Nhật Bản chấp nhận đầu hàng vào ngày 15 tháng 8, giúp chấm dứt vĩnh viễn cuộc xung đột.
Thả neo tại vịnh Buckner, Okinawa cho đến ngày 24 tháng 9, Corbesier lên đường đi sang Nhật Bản, đi đến Nagasaki vào ngày 25 tháng 9. Nó hoạt động hỗ trợ cho lực lượng chiếm đóng, bao gồm vận chuyển hành khách, thư tín và hàng hóa giữa Nagasaki, Sasebo và Okinawa. Nó rời Sasebo vào ngày 15 tháng 10 để quay trở về Hoa Kỳ, đi ngang qua Saipan và Trân Châu Cảng trước khi về đến San Diego, California vào ngày 10 tháng 11.
Corbesier được cho xuất biên chế vào ngày 2 tháng 7, 1946 và đưa về Hạm đội Dự bị Thái Bình Dương, neo đậu tại San Diego, California. Tên nó được cho rút khỏi danh sách Đăng bạ Hải quân vào ngày 1 tháng 12, 1972, và con tàu được bán để tháo dỡ vào ngày 3 tháng 12, 1973.

## Phần thưởng
Corbesier được tặng thưởng hai Ngôi sao Chiến trận do thành tích phục vụ trong Thế Chiến II.
|                           |  |  |
| Bronze star · Bronze star |  |  |

| Dãi băng Hoạt động Tác chiến (truy tặng)                                | Dãi băng Hoạt động Tác chiến (truy tặng) | Huân chương Chiến dịch Hoa Kỳ        | Huân chương Chiến dịch Hoa Kỳ           |
| Huân chương Chiến dịch Châu Á-Thái Bình Dương với 2 Ngôi sao Chiến trận | Huân chương Chiến thắng Thế Chiến II     | Huân chương Chiến thắng Thế Chiến II | Huân chương Phục vụ Chiếm đóng Hải quân |